# Zvíkovec
Zvíkovec è un comune mercato della Repubblica Ceca facente parte del distretto di Rokycany, nella regione di Plzeň.